# Espace San Bernardo
L'Espace San Bernardo è un comprensorio sciistico internazionale franco-italiano, a cavallo tra il dipartimento della Savoia e la regione autonoma Valle d'Aosta.

## Geografia

### Posizione
Il collegamento italo-francese dell'Espace San Bernardo si trova al colle del Piccolo San Bernardo. La Rosière si trova in Tarantasia, sul versante meridionale del monte Valezan, mentre La Thuile si trova in Italia, nel vallone omonimo.

## Storia
Nasce nel 1984 unendo i comprensori di La Rosière 1850 in Francia, e di La Thuile in Italia.
Il nome è un omaggio a Bernardo di Mentone.

### Cronologia
- 1948: 1er seggiovia per accedere al settore de Les Suches [1] ;
- 1960: 1er skilift Poletta alla stazione de La Rosière [2] ;
- 4 gennaio 1985: inaugurazione del collegamento tra Francia e Italia grazie allo skilift Bellecombe e alla seggiovia Chardonnet [3];
- Dicembre 1988: estensione del comprensorio sciistico verso Séez con la seggiovia degli Ecudets [2] ;
- 2014: festaggiamenti per i 30 anni del legame italo-francese [4] ;
- Dicembre 2018 : viene ampliato il comprensorio sciistico nel settore del Mont Valezan. Vengono messe in servizio due nuove seggiovie e cinque piste rosse [5] .

## Comprensorio sciistico
Il comprensorio sciistico francese è gestito dal gruppo Sofival. Quello italiano da Funivie Piccolo San Bernardo S.p.A.
L'Espace San Bernardo comprende 154 km. Questa zona ha diverse aree per gli sport sulla neve :
- lo snowpark La Poletta
- il Funcross del Piccolo San Bernardo
- il Boardcross du Fort
- il viaggio del Piccolo San Bernardo
- la zona di Zittieux, adatta al fuoripista
- 2 stadi di slalom
- un baby park a La Thuile
- 3 corsi permanenti di sci alpinismo
- 1 Area Snowkite al Colle del Piccolo San Bernardo

## Personalità legate al comprensorio sciistico
- Joël Chenal
- Manu Gaidet - sciatore freeride e tre volte campione del mondo di sci freeride nel 2003, 2004 e 2005
- Julien Eustache - sciatore freestyle, vincitore della Coppa francese di Slopetsyle 2012 a La Rosière e vice-campione francese di Slopetsyle 2011 [6]
- Jacky Arpin - campione europeo junior di salto con gli sci nel 1988 e campione francese nel 1991
- Gilles Gaidet - sciatore alpino, campione francese juniores di discesa libera nel 1977 e campione francese di combinata nel 1978.

## Competizioni ed eventi internazionali

### Concorsi
- Coppa del mondo di sci femminile 2016
- Coppa del mondo di telemark 2017
- Freeride JuniorTour 2017 e 2018

### Eventi storici
- Anno 2000 : i 100 di La Rosière
- 2010 : 50 anni di sci a La Rosière [7]

## Evoluzione del logo
Il logo presenta delle stelle che rimandano all'Unione europea e al fatto di attraversare più facilmente le frontiere, in particolare attraversando la frontiera franco-italiana con gli sci.